# Mark Cuban
Mark Cuban, född 31 juli 1958 i Pittsburgh i Pennsylvania, är en amerikansk entreprenör som äger företag och gör investeringar i branscherna för bland annat försäkringar, informationsteknik, livsmedel, läkemedel, sjukvård, träning och underhållning.
Det som startade entreprenörskarriären för Cuban var när han delgrundade internetradiowebbplatsen Broadcast.com 1995 som Audionet, fyra år senare såldes den till Yahoo för 5,7 miljarder amerikanska dollar. Cuban själv fick mer än en miljard dollar för sina aktier.
Han är dock mest känd för att vara ägare av basketorganisationen Dallas Mavericks i National Basketball Association (NBA), som han köpte år 2000 för 285 miljoner dollar. Under de år som han har ägt Mavericks, har han varit kontroversiell och bland annat tappat humöret och kritiserat både NBA och domare otaliga gånger. Fram till mars 2020 har NBA bötfällt Cuban 22 gånger på totalt 2,99 miljoner dollar, där toppnoteringen var 600 000 dollar för att han sa öppet 2018 att Mavericks borde spela medvetet dåligt så de kom sist och få störst chans att välja först i NBA-draften. NBA:s kommissarie Adam Silver var inte glad och hävdade att såna kommentarer från ägare kan skada NBA:s anseende, därav den höga boten.
Den amerikanska ekonomitidskriften Forbes rankade Cuban till att vara världens 412:e rikaste med en förmögenhet på 4,3 miljarder dollar för den 24 mars 2020.
Han avlade en kandidatexamen i ledarskap vid Kelley School of Business.
År 2002 gifte Cuban sig med Tiffany Stewart. Paret har två döttrar och en son.